# Federico Carlo di Württemberg-Winnental
Federico Carlo di Württemberg-Winnental (Stoccarda, 12 settembre 1652 – Stoccarda, 20 dicembre 1697) fu dal 1677 duca della neo fondata linea dei Württemberg-Winnental e reggente del piccolo duca Eberardo Ludovico.

## Biografia
Fu il secondo a raggiungere l'età adulta dei figli maschi che Eberardo III, duca di Württemberg dal 1628 al 1674, ebbe dalla prima moglie Anna Caterina Dorotea di Salm-Kyrburg.
Il 27 novembre 1677 gli venne conferita la reggenza per il nipote non ancora maggiorenne essendo morto suo fratello maggiore, e di conseguenza ottenne la reggenza del Württemberg.

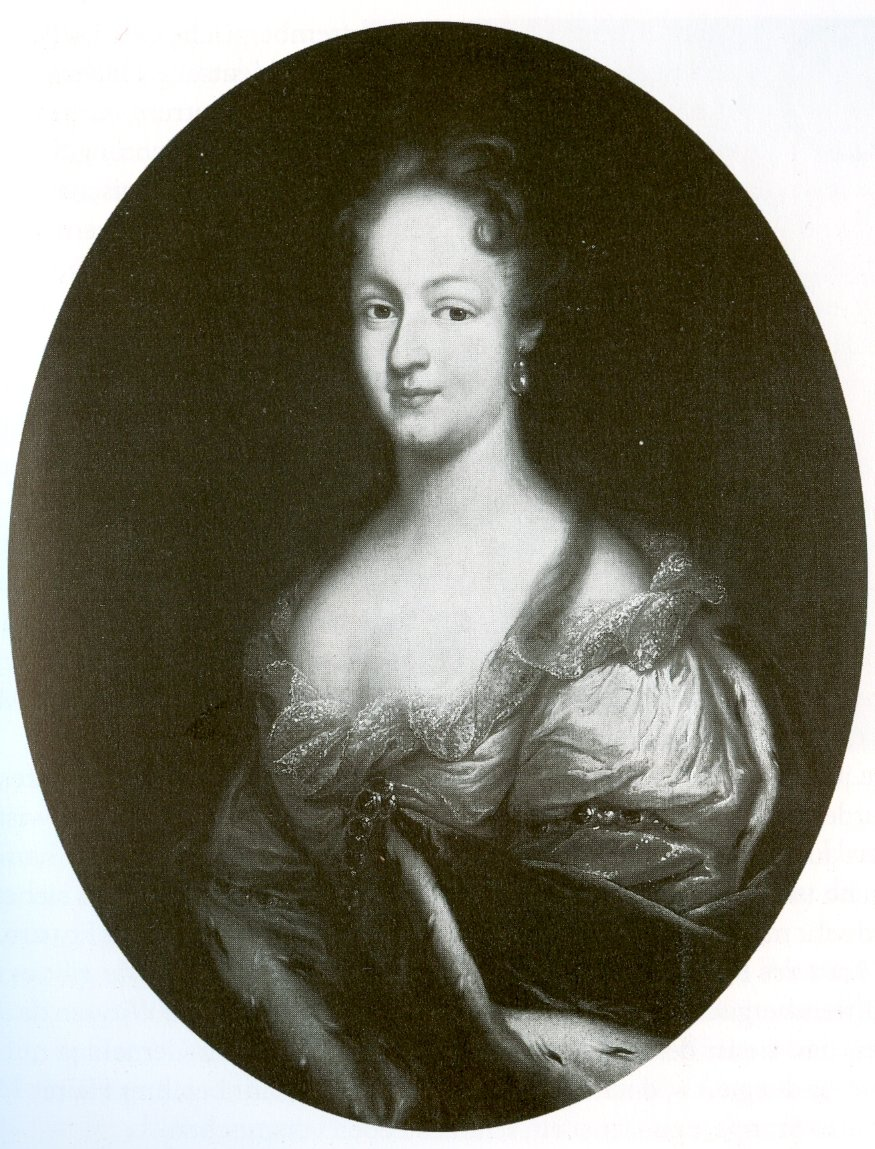
Eleonora Giuliana di Brandeburgo-Ansbach

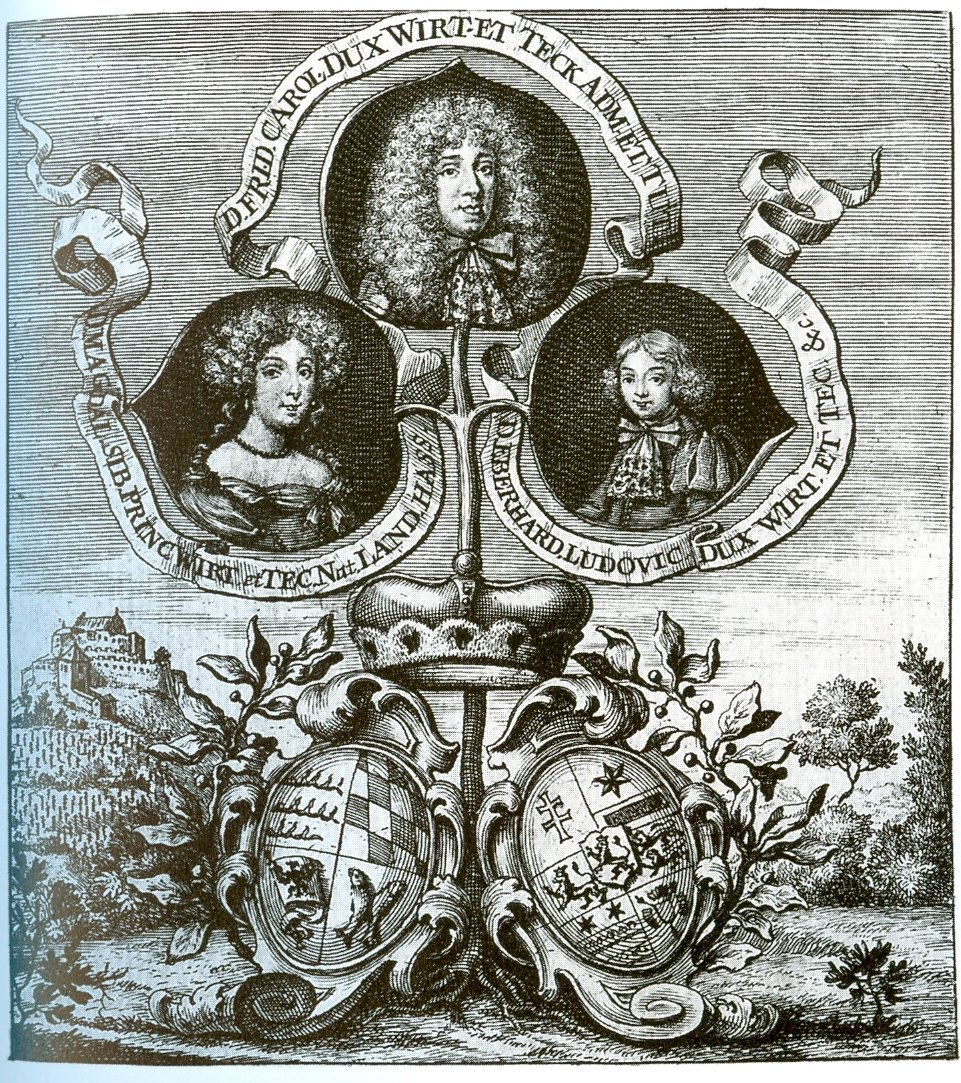
Federico Carlo di Württemberg-Winnental
(al centro), sua cognata Maddalena Sibilla di Assia-Darmstadt (a sinistra) ed Eberardo Ludovico di Württemberg (a destra)

Questa finì il 22 gennaio 1693, quando Eberardo Ludovico raggiunse l'età prestabilita per ottenere il governo. Come riconoscimento del buon operato egli ricevette una grande somma di denaro e venne nominato Feldmaresciallo dall'Imperatore.
Federico Carlo combatté contro i francesi sul Reno nella Guerra della Grande Alleanza sotto il comando di Luigi Guglielmo di Baden-Baden. Il 27 settembre 1692, un'armata imperiale di 4.000 cavalieri al suo comando venne attaccata di sorpresa nel campo di battaglia di Ötisheim presso Mühlacker. Molti uomini morirono sul campo di battaglia, altri vennero uccisi o catturati dai francesi. Il Duca stesso si trovava tra i prigionieri, ma venne rilasciato poco dopo.
Ammalatosi di sifilide nel 1696, morì l'anno successivo.

## Matrimonio ed eredi
Federico Carlo sposò il 31 ottobre 1682 Eleonora Giuliana di Brandeburgo-Ansbach (1663-1724), figlia del Margravio Alberto II di Brandeburgo-Ansbach, da cui ebbe sette figli:
- Carlo Alessandro (Stoccarda, 3 febbraio 1684-Ludwigsburg, 12 marzo 1737);
- Dorotea Carlotta (Stoccarda, 1º settembre 1685 - Stoccarda, 18 marzo 1687);
- Federico Carlo (Stoccarda, 28 ottobre 1686 - Stoccarda, 10 marzo 1693);
- Enrico Federico (Stoccarda, 16 ottobre 1687 - Winnental, 27 settembre 1734);
- Massimiliano Emanuele (Stoccarda, 27 febbraio 1689 - Dubno, 25 settembre 1709);
- Federico Ludovico (Stoccarda, 5 novembre 1690 - Guastalla, 19 settembre 1734);
- Cristiana Carlotta (Kirchheim unter Teck, 20 agosto 1694 - Ansbach, 25 dicembre 1729), sposò Guglielmo Federico di Brandeburgo-Ansbach.

All'estinzione del ramo principale nel 1733, divenne duca di Württemberg suo figlio Carlo Alessandro, che aveva sposato nel 1727 la principessa Maria Augusta di Thurn und Taxis. Tra gli altri figli a raggiungere l'età adulta, vi furono Federico Ludovico, che sposò Ursula Caterina di Altenbockum, e Cristina Carlotta, che sposò il margravio Guglielmo Federico di Brandeburgo-Ansbach.

## Ascendenza
|                                         |   |                                        | Genitori                        |  |  | Nonni |  |  | Bisnonni                  |  |  | Trisnonni                           |  |
|                                         |   |                                        |                                 |  |  |       |  |  | Federico I di Württemberg |  |  | Giorgio I di Württemberg-Mömpelgard |  |
|                                         |   |                                        |                                 |  |  |       |  |  | Federico I di Württemberg |  |  | Giorgio I di Württemberg-Mömpelgard |  |
|                                         |   | Barbara d'Assia                        |                                 |  |  |       |  |  | Federico I di Württemberg |  |  |                                     |  |
| Giovanni Federico di Württemberg        |   |                                        |                                 |  |  |       |  |  | Federico I di Württemberg |  |  |                                     |  |
|                                         |   | Sibilla di Anhalt                      | Gioacchino Ernesto di Anhalt    |  |  |       |  |  |                           |  |  |                                     |  |
|                                         |   | Sibilla di Anhalt                      | Gioacchino Ernesto di Anhalt    |  |  |       |  |  |                           |  |  |                                     |  |
|                                         |   | Sibilla di Anhalt                      | Agnese di Barby-Mühlingen       |  |  |       |  |  |                           |  |  |                                     |  |
| Eberardo III di Württemberg             |   | Sibilla di Anhalt                      |                                 |  |  |       |  |  |                           |  |  |                                     |  |
|                                         |   | Gioacchino III Federico di Brandeburgo | Giovanni Giorgio di Brandeburgo |  |  |       |  |  |                           |  |  |                                     |  |
|                                         |   | Gioacchino III Federico di Brandeburgo | Giovanni Giorgio di Brandeburgo |  |  |       |  |  |                           |  |  |                                     |  |
|                                         |   | Gioacchino III Federico di Brandeburgo | Sofia di Legnica                |  |  |       |  |  |                           |  |  |                                     |  |
| Barbara Sofia di Brandeburgo            |   | Gioacchino III Federico di Brandeburgo |                                 |  |  |       |  |  |                           |  |  |                                     |  |
|                                         |   | Caterina di Brandeburgo-Küstrin        | Giovanni di Brandeburgo-Küstrin |  |  |       |  |  |                           |  |  |                                     |  |
|                                         |   | Caterina di Brandeburgo-Küstrin        | Giovanni di Brandeburgo-Küstrin |  |  |       |  |  |                           |  |  |                                     |  |
|                                         |   | Caterina di Brandeburgo-Küstrin        | Caterina di Brunswick-Lüneburg  |  |  |       |  |  |                           |  |  |                                     |  |
| Federico Carlo di Württemberg-Wittental |   | Caterina di Brandeburgo-Küstrin        |                                 |  |  |       |  |  |                           |  |  |                                     |  |
|                                         | … | …                                      |                                 |  |  |       |  |  |                           |  |  |                                     |  |
|                                         | … | …                                      |                                 |  |  |       |  |  |                           |  |  |                                     |  |
|                                         | … | …                                      |                                 |  |  |       |  |  |                           |  |  |                                     |  |
| Giovanni Casimiro di Salm-Kyrburg       | … |                                        |                                 |  |  |       |  |  |                           |  |  |                                     |  |
|                                         |   | …                                      | …                               |  |  |       |  |  |                           |  |  |                                     |  |
|                                         |   | …                                      | …                               |  |  |       |  |  |                           |  |  |                                     |  |
|                                         |   | …                                      | …                               |  |  |       |  |  |                           |  |  |                                     |  |
| Anna Caterina Dorotea di Salm-Kyrburg   |   | …                                      |                                 |  |  |       |  |  |                           |  |  |                                     |  |
|                                         |   | …                                      | …                               |  |  |       |  |  |                           |  |  |                                     |  |
|                                         |   | …                                      | …                               |  |  |       |  |  |                           |  |  |                                     |  |
|                                         |   | …                                      | …                               |  |  |       |  |  |                           |  |  |                                     |  |
| Dorotea di Solms-Laubach                |   | …                                      |                                 |  |  |       |  |  |                           |  |  |                                     |  |
|                                         |   | …                                      | …                               |  |  |       |  |  |                           |  |  |                                     |  |
|                                         |   | …                                      | …                               |  |  |       |  |  |                           |  |  |                                     |  |
|                                         |   | …                                      | …                               |  |  |       |  |  |                           |  |  |                                     |  |
|                                         |   | …                                      |                                 |  |  |       |  |  |                           |  |  |                                     |  |